# Referéndum para la ratificación de la Constitución iraquí
El Referéndum Ratificatorio de la Constitución iraquí se llevó a cabo el 15 de octubre de 2005, luego de que el proyecto constitucional fuera aprobado por la Asamblea Nacional Constituyente el 28 de agosto. Después de diez días de conteo de votos, la Comisión Electoral Iraquí anunció que más del 78% de los votos eran a favor del proyecto constitucional, lo que condujo a que se convocara a elecciones generales bajo la nueva constitución. Sin embargo, diversos críticos alegan que en el referéndum se cometieron irregularidades masivas, especialmente en la Gobernación de Nínive, en la cual las encuestas aseguraban un triunfo rotundo del "No", pero solo obtuvo el 55% de los votos, un margen mucho más estrecho del esperado.

## Antecedentes y campaña
Desde su conversión en república, Irak no poseía una constitución oficial. La constitución de 1925 fue derogada con la revolución republicana y desde entonces hasta 1970 se adoptaron diversas constituciones provisionales que regían al país por cortos períodos de tiempo, hasta su interrupción por un nuevo golpe de Estado: 1958, 1963, 1964 y 1968. Desde 1970, la dictadura baazista de partido único impuesta por Sadam Hussein y Ahmed Hasan al-Bakr se sostuvo sobre una serie de leyes que ejercían de facto un modelo constitucional, pero que no suponían una constitución de jure debido a que teóricamente, bajo la ideología baazista, el país estaba en una fase de "desarrollo", y no se impondría una Carta Magna hasta que se completara la transición a un estado socialista.  Se intentó aprobar una constitución formal en 1990, pero se suspendió por el comienzo de la Guerra del Golfo. Tras la caída de Hussein ante la Coalición liderada por los Estados Unidos, y la restauración de la soberanía iraquí el 28 de junio de 2004, se adoptó la Ley Administrativa de Transición que regiría al país provisoriamente hasta la aprobación de la nueva constitución.
El artículo 61 de la Ley Administrativa de Transición estipulaba la forma en la que la nueva constitución debía aprobarse. Una Asamblea Constituyente fue elegida en enero de 2005, y el proyecto fue finalmente aprobado el 28 de agosto. Para su aprobación formal, esta tendría que someterse a un referéndum. En este, el proyecto debía ser aprobado por la mayoría de los votantes, y sería rechazado automáticamente si el "No" ganaba en más de tres gobernaciones por más del 75% de los votos. El 2 de octubre, la Asamblea Nacional modificó ese artículo, para que dijera que el proyecto sería rechazado si "el 75% de los votantes registrados en más de tres gobernaciones votaban en contra". Es decir, que contaban a los votantes registrados y no a los votantes en sí. Los opositores al proyecto constitucional reaccionaron negativamente a esta modificación, al igual que la comunidad internacional, por lo que finalmente el 5 de octubre, la Asamblea Nacional aceptó retirar tal modificación. Sin embargo, a pesar de que el "No" efectivamente triunfó en tres gobernaciones, en Nínive la victoria del "No" fue del 55%, por lo que la constitución fue aprobada.
La posibilidad de vetar el resultado por mayorías de tres o más provincias fue originalmente escrita en la constitución provisional para asegurar que la constitución permanente sería aceptable para la minoría kurda de Irak. Sin embargo, el apoyo a la constitución era más débil entre los árabes suníes, y algunos observadores creían que el voto suní daría como resultado el rechazo de la constitución. Si bien se desconoce la distribución étnica exacta de la población iraquí por gobernación, porque el país no ha tenido un censo oficial durante 15 años, las gobernaciones con una sustancial cantidad de suníes son Bagdad, Ambar, Saladino, Nínive y Diala.

## Proceso electoral

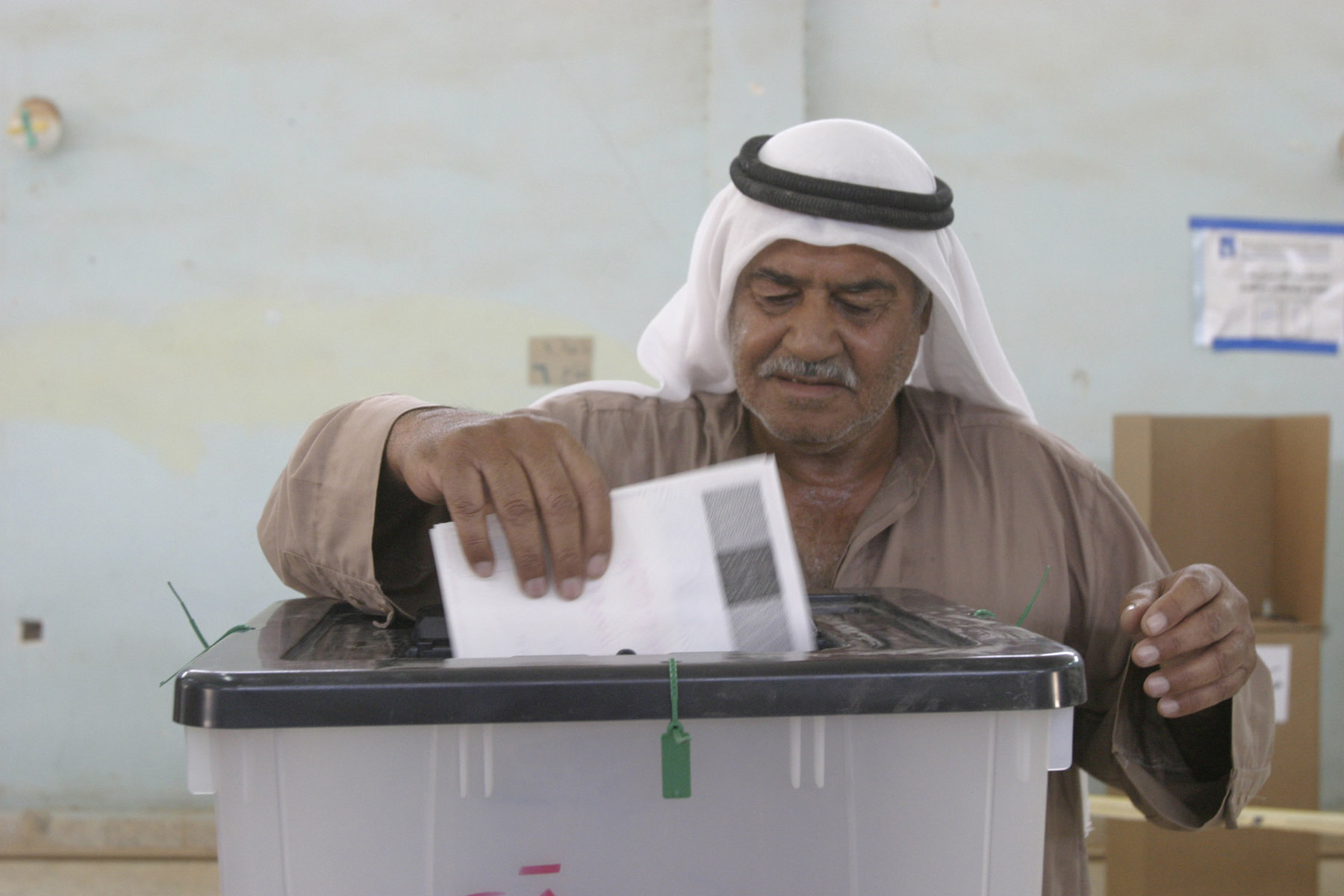
Un ciudadano iraquí emitiendo su voto en un colegio electoral de Barwana, Gobernación de Ambar.

La votación se llevó a cabo el 15 de octubre como estaba previsto, en medio de fuertes medidas de seguridad. Inicialmente, los funcionarios electorales iraquíes habían esperado que los resultados de la votación se harían públicos antes del 19. El 17 de octubre, sin embargo, las autoridades electorales anunciaron que las cuestiones relativas a la participación en algunas provincias requerían observación, lo que retrasó la liberación de los resultados. Una tormenta de arena en el centro de Irak también contribuiyó a la demora. Aunque el líder suní Saleh al Mutlaq supuso un fraude, los observadores electorales de las Naciones Unidas dijeron que el voto fue "libre y justo".
El 25 de octubre, los resultados finalmente revelaron que la constitución había sido aprobada por cerca del 79% de los votantes. De las dieciocho provincias, solo en dos (Saladino y Ambar) la constitución había sido rechazada por más del 75% de los votantes. La participación fue del 63.3%. Durante esta elección, los detenidos de máxima seguridad en poder de las fuerzas de la coalición y al Ministerio del Interior se les dio la oportunidad de votar. Esta es la primera vez en la historia moderna de Oriente Medio que a los detenidos de esta naturaleza se les permitió votar en cualquier elección. De haber sido rechazada la constitución, la Asamblea Nacional debía disolverse y se tendrían que convocar a nuevas elecciones para redactar otra. Con su aprobación, la constitución entró automáticamente en vigor y se convocó a elecciones bajo el imperio de la misma.

## Resultados
| Gobernación  | Demografía                 | Votos     | % Sí  | % No  |
| ------------ | -------------------------- | --------- | ----- | ----- |
| 1 Bagdad     | Capital y área circundante | 2.120.615 | 77.70 | 22.30 |
| 2 Saladino   | Mayoría Suní               | 510.152   | 18.25 | 81.75 |
| 3 Diala      | Mayoría Suní               | 476.980   | 51.27 | 48.73 |
| 4 Wasit      | Mayoría Chií               | 280.128   | 95.70 | 4.30  |
| 5 Mesena     | Mayoría Chií               | 254.067   | 97.79 | 2.21  |
| 6 Basora     | Mayoría Chií               | 691.024   | 96.02 | 3.98  |
| 7 Di Car     | Mayoría Chií               | 462.710   | 97.15 | 2.85  |
| 8 Mutana     | Mayoría Chií               | 185.710   | 98.65 | 1.35  |
| 9 Cadisia    | Mayoría Chií               | 297.176   | 96.74 | 3.32  |
| 10 Babilonia | Mayoría Chií               | 543.779   | 94.56 | 5.44  |
| 11 Kerbala   | Mayoría Chií               | 264.674   | 96.58 | 3.42  |
| 12 Nayaf     | Mayoría Chií               | 299.420   | 95.82 | 4.18  |
| 13 Ambar     | Mayoría Suní               | 259.919   | 3.04  | 96.96 |
| 14 Nínive    | Mayoría Suní               | 718.758   | 44.92 | 55.08 |
| 15 Duhok     | Mayoría Kurda              | 389.198   | 99.13 | 0.87  |
| 16 Erbil     | Mayoría Kurda              | 830.570   | 99.36 | 0.64  |
| 17 Kirkuk    | Mayoría Kurda              | 542.688   | 62.91 | 37.09 |
| 18 Solimania | Mayoría Kurda              | 723.723   | 98.96 | 1.04  |
| Total        | Total                      | 9.852.291 | 78.59 | 21.41 |